# Melilot blanc

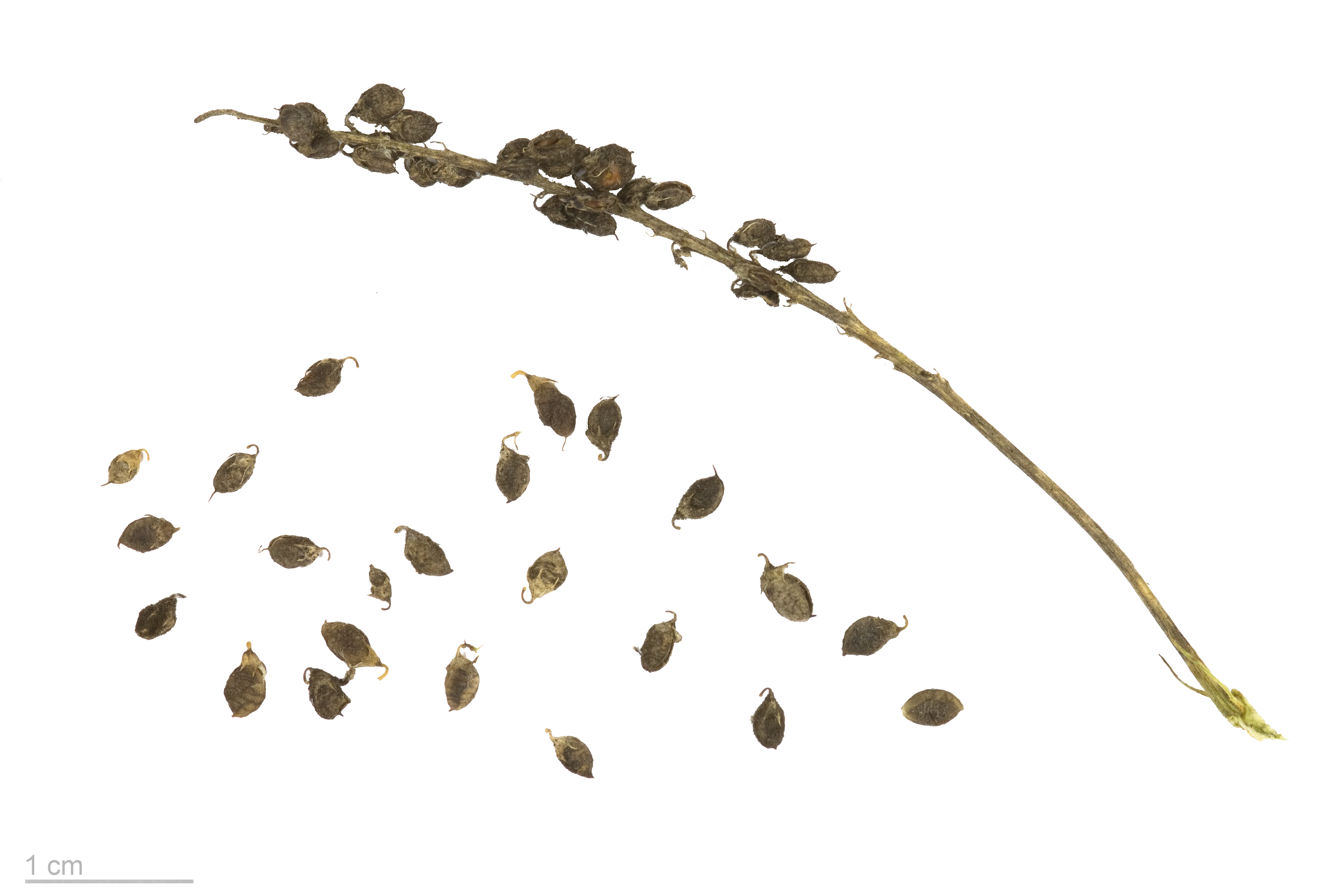
Melilotus albus

El melilot blanc (Melilotus albus) és una planta farratgera fabàcia del gènere Melilotus que té les flors blanques i no pas grogues com la resta de les espècies del seu gènere. Pot arribar a fer 2 metres d'alt. És una planta molt mel·lífera. El seu olor característic es deu a la cumarina.

## Hàbitat
És una espècie nativa d'Europa i Àsia, també és present als Països Catalans. Es va introduir als Estats Units i Canadà on ha passat a ser una planta invasora.